# Оздемир, Джем (футболист)
Джем Оздемир (тур. Cem Özdemir; 27 июля 1992 года, Сейхан) — турецкий футболист, играющий на позиции полузащитника. Ныне выступает за турецкий клуб «Маниса ББ» на правах аренды, принадлежит «Сивасспору».

## Клубная карьера
Джем Оздемир — воспитанник клубов «Сейхан Беледиеспор» и «Аданаспор» из своего родного города. 22 сентября 2010 года он дебютировал за «Аданаспор» в официальном матче, выйдя в основном составе в матче Кубка Турции 2010/11 против «Газиантепа ББ». 4 февраля 2012 года Джем Оздемир забил свой первый гол в Первой лиге, отметившись в домашнем поединке с командой «Истанбул Гюнгёренспор». 21 апреля 2013 года он сделал дубль в домашней игре против клуба «Кайсери Эрджиесспор». По итогам сезона 2015/16 «Аданаспор» выиграл Первую лигу и вышел в Суперлигу. 19 августа 2016 года Джем Оздемир дебютировал в главной турецкой лиге, в домашнем матче с «Бурсаспором».